# Eldar Salihović
Eldar Salihović (ur. 17 czerwca 1999 w Pljevlji) – czarnogórski narciarz alpejski, olimpijczyk z Pjongczangu 2018 i z Pekinu 2022.
Studiował psychologię stosowaną na Uniwersytecie Donja Gorica.
Był chorążym reprezentacji Czarnogóry podczas ceremonii zamknięcia igrzysk w 2018 i otwarcia igrzysk w 2022.

## Osiągnięcia

### Igrzyska olimpijskie
| Dzień     | Rok  | Miejscowość | Konkurencja   | Czas biegu | Strata | Miejsce |
| --------- | ---- | ----------- | ------------- | ---------- | ------ | ------- |
| 18 lutego | 2018 | Pjongczang  | Slalom gigant | 2:41,23    | +23,19 | 64.     |
| 22 lutego | 2018 | Pjongczang  | Slalom        | DNF        | DNF    | DNF1    |
| 13 lutego | 2022 | Pekin       | Slalom gigant | 2:41.54    | +32,19 | 41.     |
| 16 lutego | 2022 | Pekin       | Slalom        | 2:11,82    | +27,73 | 42.     |

### Mistrzostwa świata
| Rok  | Miejscowość       | Konkurencja   | Czas biegu | Miejsce |
| ---- | ----------------- | ------------- | ---------- | ------- |
| 2019 | Åre               | Slalom gigant | 2:38.77    | 42.     |
| 2019 | Åre               | Slalom        | DNF        | DNF     |
| 2019 | Cortina d’Ampezzo | Slalom gigant | DNF        | DNF     |
| 2019 | Cortina d’Ampezzo | Slalom        | DNF        | DNF     |

### Igrzyska olimpijskie młodzieży
| Rok  | Miejscowość | Konkurencja     | Czas biegu | Miejsce |
| ---- | ----------- | --------------- | ---------- | ------- |
| 2016 | Lillehammer | Slalom gigant   | 2:56.69    | 33      |
| 2016 | Lillehammer | Slalom          | DNF        | DNF     |
| 2016 | Lillehammer | Superkombinacja | DNF        | DNF     |